# Nomada erigeronis
Nomada erigeronis là một loài Hymenoptera trong họ Apidae. Loài này được Robertson mô tả khoa học năm 1897.